# Vandameer
Het Vandameer (Engels: Lake Vanda) is een meer in het Wright Dal, Victorialand, Antarctica. het meer is 5 km lang en heeft een maximale diepte van 69 m. Aan de oever van het meer heeft Nieuw-Zeeland tussen 1968 en 1995 het Vanda Station gebruikt. De saliniteit (het zoutgehalte) van het meer is erg hoog, 35%, tienmaal meer dan zeewater.

## Geografie
Het meer is 8 km lang en 2 km breed en heeft een maximale diepte van 75 m. Het zoutgehalte is ongeveer 12 gewichtsprocent.
Het heeft een geringe watercirculatie: de onderste waterlaag vermengt zich niet met de bovenste. Er kunnen drie waterlagen worden onderscheiden. De onderste heeft een temperatuur van 23°C, de middelste van 7°C en de bovenste van 4° tot 6°C.

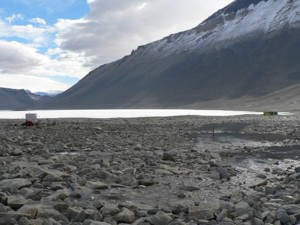
Het met ijs bedekte Vandameer met de Onyx op de voorgrond (rechts)

Het meer is bedekt met een doorzichtige laag ijs van 3 tot 4 meter dik; in december smelt een strook langs de oever van ongeveer 50 meter breed. In het winterhalfjaar vriest deze "gracht" weer dicht.
Het ijs is niet met sneeuw bedekt en diep doorsneden met scheuren en smeltlijnen.
In de ijsvrije dalen van het Transantarctisch Gebergte komen nog meer zoutwatermeren voor. De grootste rivier van Antarctica, de Onyx, stroomt in december en januari uit in het Vandameer. De rest van het jaar is de rivier bevroren. Aan de monding is een weerstation gevestigd. In de Onyx en het meer leven geen vissen, alleen micro-organismen zoals cyanobacteria (algenbloei). Door zorgen over de invloed van onderzoek op de omgeving zijn duikoperaties beperkt tot de bovenste 30 meter en is het gebruik van een remotely operated vehicle (op afstand bestuurbare apparatuur) in het meer niet toegestaan.

## Vanda-station
Het Vanda-Station werd wegens een stijging van de waterspiegel in 1995 verplaatst. In de zomer is deze plek tijdelijk bemand door twee tot acht personen.

##### Klimaat
In het arctisch klimaat varieert de minimum resp. maximumtemperatuur in januari tussen -2,0°C en + 4,7°C; in juli tussen -42,6° en - 33,4°. Alleen in december en januari is het gemiddeld maximum boven nul. De hoogst gemeten temperatuur bedraagt 15°C. Op 42 dagen per jaar valt sneeuw, de dikte van de sneeuwlaag is meestal niet meer dan 1-2 cm.

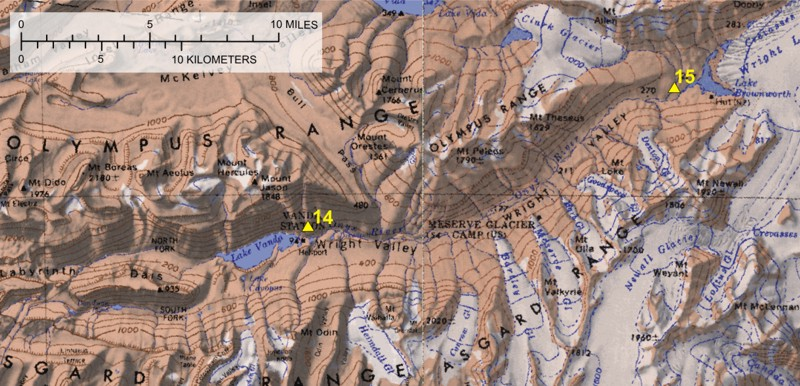
Plattegrond van Wright Valley met de Onyx en het Vandameer